# M198 (canon d'artillerie)
Le M198 est un canon d'artillerie de calibre 155 millimètres conçu pour l'United States Army et l'United States Marine Corps et produit à Rock Island Arsenal à 1 650 exemplaires.

## Historique

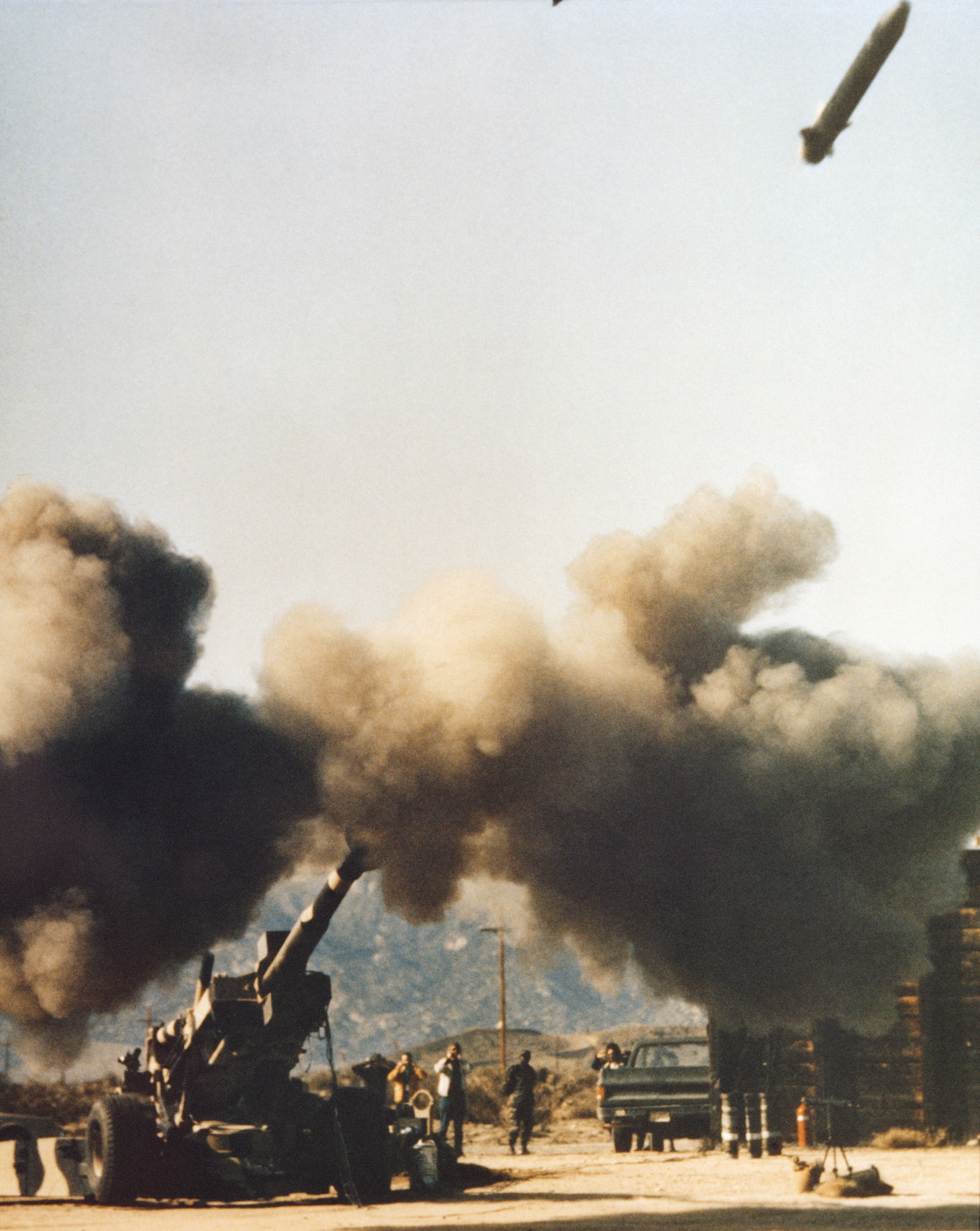
Un canon d'artillerie M198 tirant un obus à guidage laser M712 Copperhead en 1983.

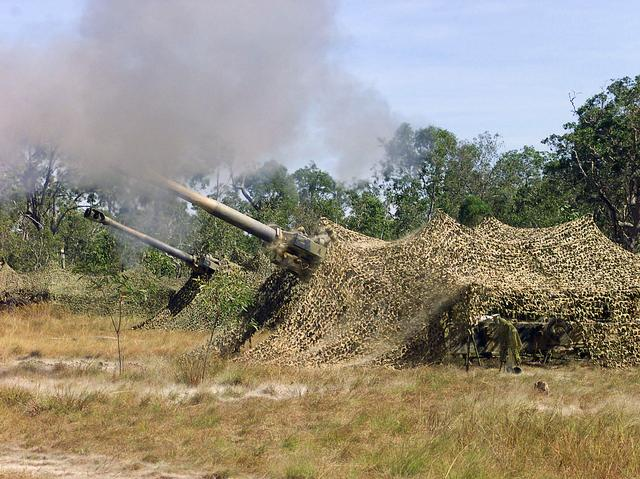
Des M198 du 8th/12th Regiment, Royal Australian Artillery durant un exercice en 2001.

Le premier prototype est construit en 1969 et commence ses essais en 1970. Il est opérationnel depuis 1979.
Le M198 a été totalement remplacé aux États-Unis et en Australie par le M777 de BAE dans les années 2010.

## Description
Le M198 pèse moins de 7 300 kg, ce qui lui permet d'être largué par parachute ou transporté par un hélicoptère CH-53E Super Stallion ou le CH-47 Chinook.

## Pays utilisateurs
- : 12[réf. nécessaire]
- [réf. nécessaire]

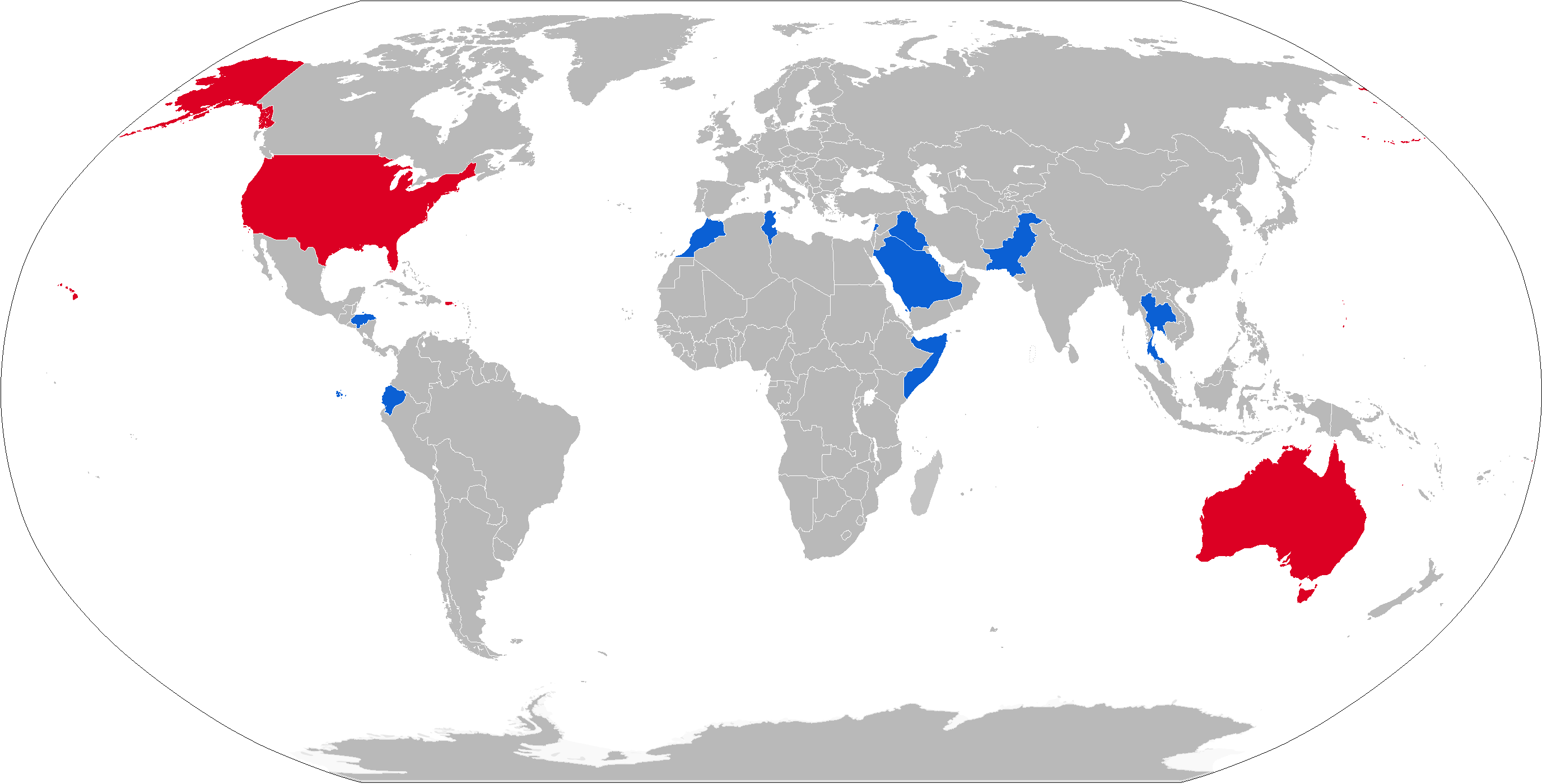
Carte des opérateurs du M198 en 2017. En rouge, les pays qui l'ont retiré du service.

- 120 howitzers vont être fournis par les États-Unis.[réf. nécessaire]
- 72 pièces livrées le 8 février 2015. Le total des M198 dans l'armée libanaise est alors de 179 unités. 40 autres livrées entre août 2016 et août 2017[1]. Le M198 est la pièce d'artillerie la plus utilisée par l'armée libanaise[2].
- Maroc : 35 unités [3]
- : 148 en service avec l'armée pakistanaise[4].
- [réf. nécessaire]
- : 57–60 unités en service[réf. nécessaire]
- : 116 unités en service avec l'Armée royale thaïlandaise[réf. nécessaire]